# Antim al II-lea al Constantinopolului
Antim al II-lea (în greacă veche Άνθιμος Β΄, transliterat: Anthimos 2; n. secolul al XVI-lea, Constantinopol, Imperiul Otoman – d. 1628, Mănăstirea Marea Lavră, Republica Monastică de la Muntele Athos, Imperiul Otoman) a fost un cleric ortodox grec, care a îndeplinit funcția de patriarh ecumenic al Constantinopolului pentru câteva luni în 1623.

## Biografie
Anthimus s-a născut la Constantinopol într-o familie nobilă și bogată. Înainte de a fi ales patriarh al Constantinopolului, a fost mitropolit al Adrianopolului.
Scurta sa perioadă de păstorire a avut loc în contextul conflictului religios dintre patriarhul procalvin Chiril Lukaris, susținut de ambasadorii olandez și englez, și oponenții săi, susținuți de ambasadorii francez, austriac și venețian în capitala otomană. Aceștia din urmă au reușit să-l convingă pe marele vizir să-l detroneze pe Chiril Lukaris la 12 aprilie 1623 și să-l numească în locul său pe orbul și bătrânul Grigore al IV-lea. Mitropoliții și episcopii erau însă nemulțumiți de Grigore al IV-lea pentru că nu fusese ales canonic de Sfântul Sinod. Astfel, la 18 iunie 1623, Sfântul Sinod l-a detronat pe Grigore al IV-lea și l-a ales oficial pe mitropolitul Antim al Adrianopolului în funcția de patriarh al Constantinopolului.
Antim al II-lea, chiar dacă a fost susținut politic de guvernele țărilor catolice, a rămas un cleric ortodox energic și bun. El a trimis mitropoliți la Rodos, unde Lukaris era exilat temporar, pentru a-l convinge pe fostul patriarh să se retragă la Muntele Athos, dar fără succes. Dimpotrivă, Lukaris, mulțumită ambasadorului calvin olandez, s-a întors la Constantinopol și a făcut rost de documente false de credit pentru o sumă de 20.000 de livre pe care s-a oferit să o plătească pentru numirea în funcția de patriarh. Antim nu a putut găsi o sumă atât de mare și a fost forțat să abdice pe 22 septembrie 1623. Ulterior, Lukaris s-a întors pe tronul patriarhal pentru a treia oară.
După demisia sa, Antim s-a retras la Muntele Athos, unde a murit în 1628.